# Kariaí (ort i Grekland, Grekiska fastlandet)
Kariaí (Karyes) är en ort i Grekland.   Den ligger i prefekturen Fthiotis och regionen Grekiska fastlandet, i den centrala delen av landet, 170 km nordväst om huvudstaden Aten. Kariaí ligger 438 meter över havet och antalet invånare är 123.
Terrängen runt Kariaí är kuperad åt sydost, men åt nordväst är den platt. Runt Kariaí är det glesbefolkat, med 15 invånare per kvadratkilometer. Närmaste större samhälle är Domokós, 11,9 km väster om Kariaí. Trakten runt Kariaí består till största delen av jordbruksmark.